# Somat
Somat je blagovna znamka detergentov in dodatkov za strojno pomivanje posode nemškega podjetja Henkel. Na trg je prišla leta 1962.
Poleg Persila in Prila je najbolj uspešna znamka v segmentu pralnih in čistilnih sredstev tega podjetja. Leta 2020 je Henkel na trg poslal znamko Somat Pro Nature.

### Proizvodnja

#### Srbija
Aprila 2018 je Henkel v Kruševcu odprl tovarno za proizvodnjo Somatovih tablet. Na odprtju sta bila prisotna tudi srbska premierka Ana Brnabić in nemški veleposlanik Axel Dittmann.

### Prodaja

#### Neuspeh v Veliki Britaniji
Decembra 2001 je Henkel v Združenem kraljestvu, kjer je znan po svojih lepilih, čistilih za stranišče in kozmetiki, z 2 milijona funtov vredno kampanjo predstavil pomivalne tablete Somat pod imenom Glist, ker sta se imeni Somat in Pril v Britaniji slabo odrezali. TV oglase je izdelala agencija Abbott Mead Vickers BBDO, v njih pa je nastopila igralka Julie Walters. Henkel je s poudarjanjem »edinstvene encimske formule« ciljal na potrošnice iz srednjega in višjega razreda. Njegova želja je bila, da bi premagal konkurenčno znamko Finish in se kot proizvajalec izdelkov za dom in čiščenje v Britaniji uveljavil tako, kot se je v kontinentalni Evropi, vendar mu je spodletelo. Veriga prodajaln Waitrose, ki je tudi sama takrat poslala podoben izdelek na trg, ga je zaradi slabe prodaje umaknila po enem letu.